# Звегинцов, Владимир Иванович
 Владимир Иванович Звегинцов (1871—1944) — генерал-майор, член Главного управления государственного коннозаводства.

## Биография
Родился 28 декабря 1871 года.
Воспитывался в Александровском лицее, откуда по окончании курса со второй золотой медалью 21 мая 1892 года поступил юнкером в Кавалергардский полк и 9 сентября 1893 года произведен в корнеты с зачислением в запас гвардейской кавалерии. В 1894 году зачислен в Государственную канцелярию. В 1897 году назначен младшим делопроизводителем, а в 1903 году старшим делопроизводителем. 4 февраля 1904 года определен корнетом в Приамурский драгунский полк, с назначением адъютантом начальника штаба Наместника на Дальнем Востоке.
1 сентября 1904 года командирован в распоряжение начальника отдельной Забайкальской казачьей бригады Свиты Его Величества генерал-майора Мищенко. Участник Русско-японской войны в составе Приморского драгунского полка. 17 марта 1905 года отчислен от должности адъютанта начальника штаба главнокомандующего в свою часть. 24 марта прикомандирован для несения обязанностей ординарца при главнокомандующем. 30 октября зачислен в запас армейской кавалерии. 31 декабря назначен помощником статс-секретаря Государственного Совета сверх штата. Сотрудничал в спортивных журналах.
Участник Гражданской войны, начальник особой канцелярии Особого совещания. Управлял частью коннозаводства в Вооруженных силах Юга России. В эмиграции в 1921—1925 жил в Югославии. Выдвигался Русским комитетом в Югославии делегатом на Российский Зарубежный съезд в Париже в 1926. Переехал во Францию, жил в Тулоне. Активно участвовал в жизни местной православной приходской церкви. Выпустил сборник стихотворений «Несколько строк» (Париж, 1927). Перевел на русский язык пьесы Э. Ростана «Романтики» и «Орлёнок». Автор мемуаров «La fin d’un régime» («Конец режима»).

### Семья
Жена — Елена Александровна Вонлярлярская (20.04.1888 — 15.02.1976), в семье родились сыновья:
- Владимир (1913—2006), художник.
- Александр (1916—1998), член союзной миссии в Австрии и Германии, капитан в отставке французской армии.

## Награды
Награждён орденами Св. Анны 4-й степени, Св. Станислава 3-й степени, Св. Владимира 4-й степени с мечами и бантом, а также орденом Прусской короны 4-й степени с мечами.